# Xoridesopus schuleri
Xoridesopus schuleri är en stekelart som först beskrevs av Dalla Torre 1902.  Xoridesopus schuleri ingår i släktet Xoridesopus och familjen brokparasitsteklar. Inga underarter finns listade i Catalogue of Life.